# 鍔迫り合い
鍔迫り合い（つばぜりあい）とは、互いに相手の打った刀を自分の刀の鍔で受け止め、押し合うこと。転じて激しい試合のこともさす。

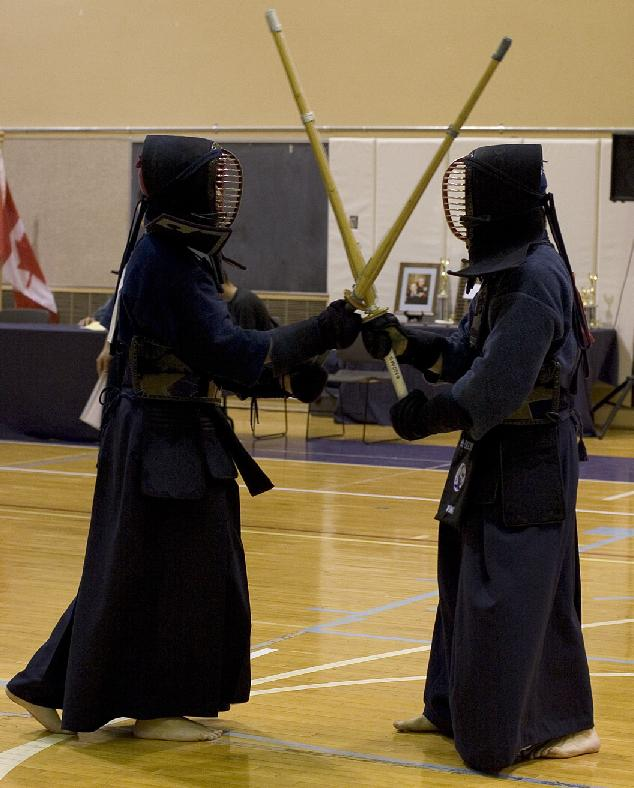
鍔迫り合い

## 歴史
千葉周作の『北辰一刀流組遣様口伝書』などにおいて元来「一刀流」における即位付（そくいづけ。馬庭念流、鹿島神流、無外流などでは続飯付（そくひづ）けという。なお、続飯とは炊いた飯を練った糊のこと。）、下段付が「鍔迫り合い」に置き換わっておりこれを剣道が引き継いだものである。
なお強調は引用者

## 剣道における鍔迫り合い
剣道における鍔迫り合いは、打ち合わせた竹刀を刀同様鍔で受け止め、押し合う状態で、引き技はこの状態から打つ。戦前の剣道の稽古では、鍔迫り合いから足がらみや組討ちなど古武術由来の技も行われたが、戦後になると試合で反則になる技は忌避されるようになった。中倉清は稽古中に鍔迫り合いとなった際、相手の竹刀を奪う技を使うことがあったため、戦後の全日本剣道連盟の剣道家からは「汚い剣道」「変剣」などと言われた。
試合では鍔迫り合いが膠着すると審判員が「分かれ」といって分ける。休憩や時間稼ぎの鍔迫り合いとみなされた場合、反則がとられる。警察剣道では10秒以内に分かれなければ反則となる。

### 試合規定の変遷
1. 警視廰劍道審判規定案（1926年（大正15年）[元号要検証]）
第6條　審判員ハ左ノ各項ニ準墟シ審判ヲナスヘシ。（中略）5、間合接近シテ鍔糶合トナリタルトキ太刀ヲ互ニ肩ニ掛ケ離レ際ニ撃突シ又ハ無理ニ倒スモ之ヲ採ラス。
2. 警視廰劍道審判規定（1933年（昭和8年）、1934年（昭和9年）改定）
第8條　試合中左ノ事項ヲ禁止ス。（中略）5、鍔迫合ノトキ太刀ヲ對手ノ肩ニ掛ケルコト。
3. 皇紀2600年奉祝昭和天覧試合剣道試合審判規定（1940年（昭和15年）6月18日～1940年（昭和15年）6月20日）
第9條（中略）4４、間合接近シテ鍔糶合トナリタルトキ太刀ヲ互ニ肩ニ掛ケ離レ際ニ撃突シ又ハ不正ニ倒シテ撃突スルモ勝ト認メス。但シ離レ際ト雖敵ノ太刀觸レ居ラサルトキハ勝トス。
4. 學徒劍道試合規定（1943年（昭和18年））
（中略）5、審判の要領トシテ左記各項ニ特ニ留意スベシ。（中略）（6）鍔糶合ニ於テハ速ニ斬突背シムベシ。遅滞シタル場合ノ斬突ハ有効ナルモノト雖勝ト認メズ。「註」故意ニ接近シテ防禦的態勢ニ出ズル事ハ之ヲ認メズ。
5. 撓競技法（1950年（昭和25年）3月）
（中略）3審判（中略）（ロ）審判法（中略）（5）鍔競合5秒以内に及ぶ場合は試合を中止させ、出發線まで戻して再び開始させる。

## 西洋剣術における鍔迫り合い
西洋両手剣術では剣と剣が接触した状態（バインド）から相手の出方を見つつ、自分が有利な状況へ剣を動かす。このとき、剣の先端は「弱い」部位であり鍔もとは強い部位である。バインドしても剣先で小さくかわし、剣先が相手の中心を向いていればすぐに突ける状態なので有利となる。また、「強い」鍔もとであれば相手の剣をコントロールすることが出来る。お互いが鍔元まで押し込んだ状態、これが鍔迫り合いとなる。金属の剣はとてもよく滑るのでバインドから鍔迫り合いまでは一瞬である。しかし剣道のようにそのまま押し合いを続けることはありえない。
なぜなら柔道と同じく相手が強く押せば体を斜めに軸をはずし、側面に回れば簡単にいなすことができる。また、鍔もとには当然相手の腕、手が手に届く位置にあるので、即座に相手の腕、手をとらえ関節を決めたり投げ飛ばすことができる。相手の剣のパメル(柄頭)を掴んでひねれば簡単にディスアームも出来る。剣刃で接触している点を軸に自分のポンメルで相手の顔面を突き上げることも出来る。相手の腕の間に自分のパメルを入れ、そのまま前に引き倒し反動をつけてキヨン(棒鍔)でみぞおちを、あるいは裏刃で相手の顔を突き上げることも出来る。このようにさまざまな攻撃ができるので鍔元まで相手の剣が重なったらもたもたする暇は無い。相手の力と方向を感じ一瞬で決断し行動できなければ、切られなくても剣を奪われるか投げ飛ばされるだろう。
鍔迫り合いになった場合、十字型のキヨンは相手の剣をしっかりと受け止め絡め取ることができる。しかし、親指はやはり危険なためフィンガーリングという防御ガードがつくようになる。またリカッソ部分に段をつけたものは、剣に沿って滑ってきた相手の剣をキヨンではなくこの部分で受け止めるので指を危険にさらすことはない。
特殊なのは突きの鍔迫り合いである。実際には鍔元ではなくバインドしたポイントは剣の半分より先になるが、相手の剣を排除し自分の優位な位置に剣を置こうとするので、腕を伸ばし切っ先を相手に向けたまま剣が重なった状態でぐるぐるとらせん状に剣を回さざるを得ない状況が発生する。この状況をデス・スパイラルと呼ぶ。ドイツ剣術には「バインドしたとき先に剣をはずしたほうが死ぬ」といわれている。これはバインドし、相手を切ろうとバインドから剣をはずせば間髪射れず、相手は突きを入れるからだ。
シングル・レイピアにおいて鍔迫り合いはむしろ両手剣よりも多い。これは片手半身から突きが主体となるため、お互い同時に攻撃した場合、両者の距離は瞬時に縮まり、また、腕を引くよりもバインドしたまま腕を伸ばし防御するためすぐに鍔元まで相手の剣が来てしまうのである。ロングソードにおいては意図的な鍔もとバインドだがレイピアでは偶発的に発生する場合が多い。従って、次のステップはパリーング・ダガーがなければお互い腕のつかみ合いとなってしまう。